# Église Notre-Dame-de-la-Nativité de Terrefondrée
Pour les articles homonymes, voir Église Notre-Dame.
L'église Notre-Dame-de-la-Nativité est une église catholique de style roman située à Terrefondrée,  dans le département de la Côte-d'Or, en France

## Historique
La construction initiale de l'église date du XIIe siècle et en 1166 l'évêque de Langres la cède aux Templiers. Le porche semble dater du XIIIe ou du XIVe siècle. Il a été restauré en 1821.
Sur la commune, au hameau de Chatellenot on note une croix de village classée monument historique en 1924 associée à une chapelle gothique.

## Description

### Architecture
L'église, orientée normalement, se présente en quatre parties :
- le chœur vouté en berceau brisé, de plan rectangulaire ;
- la longue nef à poutraison apparente de bois qui lui fait directement suite, sans transept ;
- la tour du clocher sur deux étages avec son escalier de bois ;
- le porche qui vaut au monument son classement aux monuments historiques avec une remarquable cuve baptismale.

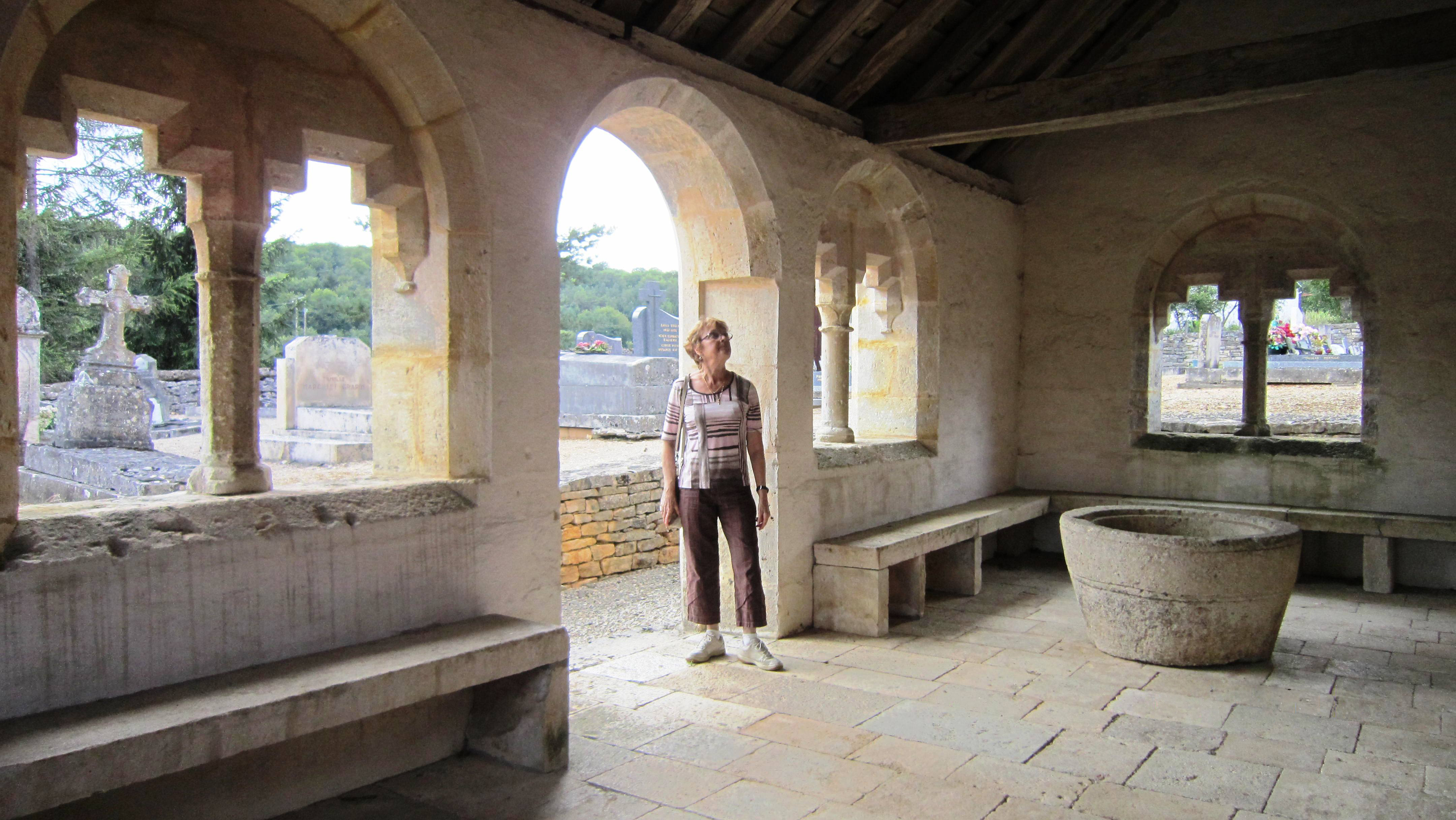
Le porche de l'église.

### Mobilier
Outre le mobilier liturgique , l’Inventaire général du patrimoine culturel recense :
- des décorations polychromes du XIIe siècle ;
- un tableau du XVIIe siècle : L'Immaculée Conception et deux évêques ;
- trois statues : Christ en croix (XVIIIe siècle) Vierge à l'Enfant (XIXe siècle), sainte Catherine d'Alexandrie (XIXe siècle)[2].

On note également :
- une rare piscine romane à colonnettes et une armoire liturgique incluses dans l'épaisse muraille ;
- une chapelle seigneuriale transformée en sacristie.

## Protection
L'église Notre-Dame-de-la-Nativité est classée monument historique en 1926.